# Белоярово
Белоя́рово — село в Мазановском районе Амурской области, Россия. Административный центр Белояровского сельсовета.

## География
Село Белоярово стоит на левом берегу реки Зея.
Село Белоярово расположено к юго-западу (вниз по левому берегу Зеи) от районного центра Мазановского района села Новокиевский Увал, расстояние — 14 км.
Через Белоярово проходит автодорога областного значения Свободный — Новокиевский Увал — Экимчан — Златоустовск.

## История
Село основано 1889 году молоканами выселившимися из села Сергеевка.
Названо по местности: по берегу Зеи, где стоит село, много оврагов (яров), образованных в светлых песчаных берегах.

## Население
| 2002 | 2010 | 2012 | 2013 | 2014 | 2015 | 2016 |
| ---- | ---- | ---- | ---- | ---- | ---- | ---- |
| 927  | ↘916 | ↘898 | ↘878 | ↘872 | ↗904 | ↗917 |
| 2017 | 2018 |      |      |      |      |      |
| ↘915 | ↘907 |      |      |      |      |      |

## Улицы
| - ул. Загорная, - ул. Зелёная, - ул. Набережная, - ул. Новая, - ул. Садовая, - ул. Советская, - ул. Солнечная, | - пер. Загорный, - пер. Зейский, - пер. Кладбищенский, - пер. Лесной, - пер. Пионерский, - пер. Школьный. |